# Frelighsburg
Frelighsburg es una municipio de la provincia de Quebec, Canadá. Está ubicada en el condado regional de Brome-Missisquoi y a su vez, en la región administrativa de Montérégie. Hace parte de las circunscripciones electorales de Brome-Missisquoi a nivel provincial y de Brome−Missisquoi a nivel federal.

## Geografía
Frelighsburg se encuentra ubicada en las coordenadas 45°04′00″N 72°50′15″O / 45.06667, -72.83750. Según Statistics Canada, tiene una superficie total de 123,72 km² y es una de las 1134 localidades en las que está dividido administrativamente el territorio de la provincia de Quebec.

## Demografía
Según el censo de 2011, había 1094 personas residiendo en est municipio con una densidad poblacional de 8,8 hab./km². Los datos del censo mostraron que de las 1030 personas censadas en 2006, en 2011 hubo un aumento poblacional de 64 habitantes (6,2%). El número total de inmuebles particulares resultó de 566 con una densidad de 4,58 inmuebles por km². El número total de viviendas particulares que se encontraban ocupadas por residentes habituales fue de 472.